# 謝莊
謝莊（421年—466年），字希逸，陳郡陽夏人。南朝宋官員、文學家，宋太子右衞率謝弘微之子，在宋官至金紫光祿大夫。文學方面尤以賦著名，代表作品有《月賦》。

## 生平
謝莊七歲就能寫文章，通曉《論語》，長大後亦得宋文帝賞識，初任始興王劉濬後軍法曹行參軍，後歷轉太子舍人、廬陵王文學，太子洗馬，中舍人，廬陵王南中郎諮議參軍等職。後改任隨王劉誕的後軍諮議，並領記室。元嘉二十九年（452年）入為太子中庶子。元嘉三十年（453年），太子劉劭發動兵變弒父繼位，轉謝莊為司徒左長史。同年武陵王劉駿等人起兵討伐，劉駿就秘密將討伐檄文送給謝莊，請他代為散布。謝莊遂命心腹密書劉駿以表忠誠。不久劉劭兵敗被殺，劉駿登位，即宋孝武帝，謝莊改任侍中。
孝武帝即位之初，北魏就請求與南朝宋通商互市，當時謝莊認為答允是示弱甚至是被人窺探虛實，建議拒絕以示強，而其時朝議亦分開支持和反對兩派，孝武帝最終還是決定准許請求。其時孝武帝亦召荊州刺史、南郡王劉義宣入內朝當中書監、揚豫二州州刺史，讓竟陵王劉誕接任荊州，不過劉義宣不欲入內，辭讓並拒絕東下，相反劉誕就準時起行了。謝莊認為劉義宣並沒有入內之意，若劉誕前去荊州就如同向其施壓一樣，無益於事，孝武帝於是推遲劉誕出發日期，然而劉義宣始終拒絕受命，逼使孝武帝撤回任命，讓其仍留荊州。孝武帝亦曾下詔要求全國節儉，暫停所有無關軍國大事的工程，禁絕製作雕刻、金銀飾品等奢侈品以及權貴爭利之事，又下令依四時變化收採各種自然資源，更命官家和民間通商時要保持公正允當，由公家掌握的田澤土地都讓人們可以分享。謝莊認同這命令是順應民意，但憂心無法貫徹實行，於是上言建議任何人違反禁令都當一律處罰，不要徇私，讓命令有名有實，又建議命令官員不可與民爭利。
孝建元年（454年），謝莊轉左衞將軍。當時謝莊見朝廷官員入仕之途很少，賢才不足，遂建議不要只讓選部獨舉，而讓大臣各自舉薦賢才，並按那些人的表現對舉薦者作出獎賞或懲罰；又提倡恢復宋文帝時地方官員六年任期的制度。然而最終謝莊的建議沒被採納，而地方官員任期由六年縮為三年的政策亦被視為是南朝宋從元嘉之治中衰落的一個原因。同年，謝莊又調任吏部尚書，但謝莊自以多病而不想擔任這個選拔人材的職位，到孝建三年（456年）就因請病太多而被免職。大明元年（457年），謝莊任都官尚書，其時又曾上書以其時冤獄甚多，建議改革刑政，他表示當時由身份卑微的督郵去覆核地方官員的判刑的制度之缺憾，提出「兩造之察」，畿內由郡府和廷尉兩級覆核各縣定刑；而畿外各地亦設刺史及廷尉兩級的覆核機制，要求縣府定刑後上報郡府或刺史，並將犯人送去，由他們覆核施刑，若果無法定奪，則再上送廷尉作最終覆審。制度務求做到減少冤殺。其時孝武帝憂心皇權會旁落予臣下，而吏部尚書主典選任官員，就最具影響力，故此就廢除五兵尚書，將吏部尚書增為二人，選了謝莊及顧覬之出任，以分薄吏部尚書的權力。後謝莊又轉左衛將軍，加給事中。大明五年（460年）又再當侍中，兼領前軍將軍。後又改領遊擊將軍並加領本州大中正。隨後又外任晉安王劉子勛的征虜長史、廣陵太守、加冠軍將軍。接著又以冠軍將軍轉任太宰長史。大明六年（461年）又再次出任吏部尚書，領國子博士，不過次年就因為公車令張奇一案所累而被免官。
孝武帝時寵愛殷淑儀生的新安王劉子鸞，想為他交結有才能及名望的人，於是命謝莊當他的長史，兼臨淮太守。謝莊尚未拜官就獲改任命為吳郡太守。謝莊又以多疾而不想離京，於是還是上任長史兼臨淮太守的職位。大明八年（464年），孝武帝去世，太子劉子業即位，即宋前廢帝。前廢帝立即就將一度威脅其太子之位的劉子鸞及其他由殷淑儀所生的子女全部賜死，而在其即位時升為金紫光祿大夫的謝莊亦被其追究曾在殷淑儀死時為其作的誄文（《宋孝武宣貴妃誄》）中寫過「贊軌堯門」，引了西漢漢武帝寵妃趙婕妤懷武帝幼子漢昭帝十四個月才分娩，人稱堯帝降生而武帝改鉤弋宮門為堯母門之事，也要將其處死，惟因孫奉伯藉辭要他先吃點苦頭才死，才得改為囚禁於左尚方。泰始元年（465年），湘東王劉彧策動宮變殺死劉子業，謝莊得以逃出，不久劉彧即位為帝，即宋明帝，以謝莊為散騎常侍、光祿大夫，加金章紫綬，領尋陽王師。後來謝莊轉任中書令，不久又加金紫光祿大夫。
泰始二年（466年），謝莊去世，享年四十六歲，獲追贈右光祿大夫，諡憲子。

## 评价

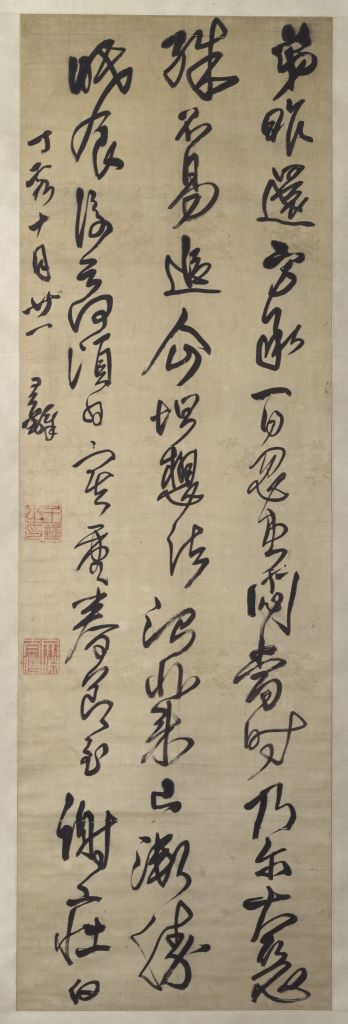
王铎草书临谢庄帖轴

- 謝莊長大後聰慧俊美，宋文帝見後也十分欣賞，向殷景仁及劉湛說：「藍田出玉，豈虛也哉！」[15]
- 謝莊以其文學造詣聞名，當時袁淑的文學冠絕當時，但他看過謝莊作的《赤鸚鵡賦》後十分欣賞，說：「江東無我，卿當獨秀。我若無卿，亦一時之傑也。」更將自己作的赤鸚鵡賦收起來不發表。[16]後又曾為河南進獻的舞馬作賦及寫樂府歌《舞馬歌》。殷淑儀死後，謝莊為其作哀策，孝武帝看過後很感動，命人在都下傳閱抄寫，令紙張和墨一時之間都漲價了。[17]至謝莊去世時留下共四百篇文章，《昭明文選》收錄了他《月賦》及《宋孝武宣貴妃誄》。在元嘉北伐時，魏軍在反擊中圍攻彭城，派李孝伯做使者，當他和張暢談話時也就問及謝莊以及王徽，足見其名聲已經遠播至北方。

- 謝莊有口才，孝武帝曾問顏延之有關謝莊的《月賦》，顏延之答：「美則美矣；但莊始知『隔千里兮共明月』。」孝武帝隨後將顏延之的話轉告謝莊，謝莊立即說：「延之作《秋胡詩》，始知『生為久離別，沒為長不歸』。」孝武聽後高興了一整天。王玄謨又曾問過謝莊甚麼是雙聲和疊韻，謝莊說：「玄護為雙聲，碻磝為疊韻。」人們都說他才思敏捷。又一次，謝莊將孝武帝送給他的寶劍轉贈予豫州刺史魯爽，而魯爽後來因反叛孝武帝而被殺。孝武帝遂在一次宴會中問及該劍，謝莊答：「昔以與魯爽別，竊為陛下杜郵之賜。」孝武十分高興，當時的人也認為他很會說話。[18]

## 逸事
- 謝莊曾經將《春秋左氏傳》的記載依照不同國家分開，然後製作「木方丈圖」，將各國山川地理都收錄在內，將木方丈分開就能看到不同州郡的地理資訊，而聚起來則能合成一個大圖。張彥遠於《歷代名畫記》中〈敍歷代能畫人名〉亦載謝莊。[19]谢庄制作的可分可合的木方丈图是史籍最早明确记载的中国地形模型。
- 顏竣和謝莊都當過吏部尚書，顏竣選舉官員時很盡心，人們見他時都是十分嚴肅，不過他舉上去的人基本上都會獲皇帝批准任命；相反謝莊一直都不太喜歡領選，與人們面談時都滿面笑容，相談甚歡，不過舉薦上去的人很多都被皇帝駁回了。所以當時的人說：「顏竣嗔而與人官，謝莊笑而不與人官。」[20]
- 謝莊初任吏部尚書時不欲居此位，曾自以多病而向當時的太傅、領大司馬江夏王劉義恭陳情，文中表示其家數代人都短壽，言：「家世無年，亡高祖四十，曾祖三十二，亡祖四十七，下官新歲便三十五，加以疾患如此，當複幾時見聖世，就其中煎憹若此，實在可矜。」其本人亦在四十六之齡過世。[21]
- 謝莊領前軍將軍時，有一晚宋孝武帝夜歸，正值謝莊當值，謝莊面對孝武帝送去的敕命，懷疑這是有人假造的，堅持不肯放行，要孝武帝手書命令才得進宮。及後孝武帝問道：「卿欲效郅君章邪？」謝莊則說：「臣聞蒐巡有度，郊祀有節，盤於游田，著之前誡。陛下今蒙犯塵露，晨往宵歸，容恐不逞之徒，妄生矯詐。臣是以伏須神筆，乃敢開門耳。」[22]

## 後代

### 子女
人們以謝莊五子名字的偏旁，說他以風月景山水為兒子命名。
- 謝颺，長子，晉平太守。
- 謝朏，次子，有文才，很得謝莊器重。歷仕宋、齊、梁三朝，在梁官至司徒。
- 謝顥，三子，在齊官至北中郎長史。
- 謝嵷，四子。
- 謝瀹，五子，娶褚淵女，在齊官至右軍將軍。
- 谢氏，謝莊女，嫁琅邪王氏的王肅，王肅父王奐在南齊被誅殺，謝氏為尼避禍而王肅逃奔北魏，謝氏後亦入魏。[23][24]

### 孫
- 謝梵境，謝颺女，宋順帝皇后。
- 謝諼，謝朏子，梁官至東陽內史。
- 謝譓，謝朏次子，梁右光祿大夫。
- 謝覽，謝瀹子，娶南齊錢唐公主。官至吳興太守，有好治績。
- 謝玄大，謝覽兄，梁侍中。
- 謝舉，謝覽弟，擅長玄學及佛學，官至中書令，曾與眾臣反對梁武帝接納侯景。

## 延伸阅读
[在维基数据编辑]
 在维基文库阅读此作者作品
 《宋書/卷85》，出自沈约《宋书》